# Wasmer Adolf
Schnepfenheim és Hassenbergi báró Wasmer Adolf (Pécska, 1822. február 28. – Budapest, 1896. március 20.) országgyűlési képviselő.

## Életpályája
1839-ben hadapródként a 8. huszárezredbe lépett. Az 1848-49-es forradalom és szabadságharcban főhadnagyként átjött a magyar seregbe; ezért fogságra ítélték, ahonnan 1850-ben szabadult. 1850-től Dombegyházán gazdálkodott. 1863-ban ínségi bizottsági elnökként dolgozott. 1867-ben nyugdíjba vonult. 1881-től tagja volt a képviselőháznak; Battonya térségében.

## Családja
Szülei: Wasmer Gusztáv (1788–1849) huszárszázados és sipeki Balás Emilia (1801-?) voltak. 1851. augusztus 2-án Aradon házasságot kötött Kornia-Barb Paulával (1828–1908). Nyolc gyermekük született.
Sírja a Fiumei úti sírkertben található.